# Jan Elias Huydecoper van Maarsseveen en Nigtevecht
Jan Elias Huydecoper van Maarsseveen en Nigtevecht (Amsterdam, 5 januari 1853 - Bad Nauheim, 8 juni 1911) was een Nederlandse edelman en liberaal bestuurder.

## Biografie
Jan Elias Huydecoper was een zoon van het lid van de Eerste Kamer jonkheer Joan Huydecoper van Maarsseveen en jonkvrouw Louise Reiniera Jeanne Antoinette Ram. Hij was een neef van het Tweede Kamerlid Ernest Louis van Hardenbroek van Lockhorst en de minister Marc Willem du Tour van Bellinchave. Hij studeerde Romeins en hedendaags recht aan de Hogeschool te Utrecht, waar hij in 1879 promoveerde tot doctor.
Huydecoper was advocaat in Amsterdam (vanaf 1879), schoolopziener in Loenen (1880-1895) en directeur bij de bankiersfirma Huydecoper & Van Dielen (later voorzitter van de Raad van Commissarissen). Van 1893 tot 1900 was hij lid van de Utrechtse gemeenteraad en vanaf 1895 lid van de Provinciale Staten van Utrecht. In 1897 was hij enkele maanden lid van de Tweede Kamer, waar hij echter nimmer het woord heeft gevoerd. Tussen 1892 en 1900 was hij hoogheemraad van het Hoogheemraadschap van de Lekdijk Bovendams en vanaf 1898 stalmeester in buitengewone dienst van koningin Wilhelmina. Vanaf 1900 was hij tevens gedeputeerde. In 1910 vertrok hij vanwege een hartkwaal naar Bad Nauheim, waar hij in de zomer van 1911 zou overlijden.
Huydecoper trouwde in 1886 met Susanna Christina Maria Anthonia Luden, met wie hij drie zonen en drie dochters kreeg. Zijn oudste zoon zou burgemeester van Achttienhoven, Tienhoven en Westbroek worden.